# Chahinez Rabah
Chahinez Rabah (ur. 2002) – algierska zapaśniczka walcząca w stylu wolnym. Zajęła siódme miejsce na mistrzostwach Afryki w 2024. Wicemistrzyni arabska w 2024 roku